# Jozef Vandeweghe
Jozef ('Jef' of 'Jos') Vandeweghe (Dentergem, 13 april 1919 - Ingelmunster, 14 november 2009) was een Belgisch wielrenner die vooral carrière maakte tijdens de Tweede Wereldoorlog.

## Carrière
Vandeweghe groeide op als vijfde kind uit een gezin met acht kinderen. Hij ging met de fiets naar school in het college van Izegem waardoor hij wielrenner wilde worden. Hij startte als renner in 1936 en eindigde in 1943.

### Hoogtepunt
Het hoogtepunt van zijn carrière als wielrenner lag in de jaren 1941 en 1942. Tijdens Antwerpen-Gent-Antwerpen (1941) werd hij zesde, waardoor hij zich voor het eerst door de nationale pers liet opmerken en ook meteen bij de favorieten hoorde voor de komende Ronde van Vlaanderen van dat jaar, waar hij 12de werd. In 1942 werd hij 11de in diezelfde wedstrijd, maar won ook een etappe in de Omloop van Frankrijk (Circuit de France), een vervangeditie van de Ronde van Frankrijk vanwege de oorlog. Hij won er het eerste deel van de vijfde etappe, een tijdrit. In diezelfde tour won hij samen met zijn ploeggenoten van Genial Lucifer-Hutchinson het ploegenklassement.

### Pech
Tijdens zijn carrière bleef hij niet gespaard van pech en zelfs in die mate dat de kranten hem een ware pechvogel noemden. Tijdens zijn periode bij de jeugd brak hij een arm en kende vele technische problemen met in 1938 alleen al 27 lekke banden. Het ergste voorval was echter een schedelbreuk in 1937 in Meulebeke die hij opliep door een botsing met de fiets van een toeschouwer, net toen hij alleen met Briek Schotte op weg was naar de meet.

### Training
Hij trainde ofwel alleen of met Albert Sercu, Kamiel Desmet of Karel Tersago. De rit was meestal dezelfde: van Ingelmunster via Slypskapelle, Veurne, Nieuwpoort, Knokke, Brugge, Lichtervelde en Tielt terug naar Ingelmunster. Een rit van 140 kilometer. Na 1942 was deze rit niet meer mogelijk doordat de Duitsers de kustdijk hadden afgesloten omdat ze daar een inval van de Geallieerden verwachtten. Hij reed ook steevast de Kwaremont, Kruisberg en Edelare in de Vlaamse Ardennen op ter voorbereiding van het seizoen.

### Eigen wedstrijd
In 1941 maakte hij een eigen wedstrijd: Het Groot Criterium Jos Van de Weghe. Supportersclub ‘De Pedaalkoningen’ richtte de wedstrijd in. Vandeweghe was zelf één van de favorieten van de wedstrijd.

### Berlijn
Begin oktober 1941 nam Jozef deel aan een pistewedstrijd in Berlijn (De Vlaamse Wielerbond werkte samen met de Duitse Wielerbond en zette zo de LVB (Ligue Vélocipédique Belge) buiten spel.) In het buitenland was het voordeliger om te koersen omdat er meer voorzien werd voor de renners. Hij herinnert zich nog de vele blije Vlaamse gezichten (fans die een dag verlof kregen uit de werkkampen). Hij was wel hard gevallen op de piste tijdens deze wedstrijd.

### Licenties
Vandeweghe liet zich tijdens in de winter van 1941-1942 een licentie aanpraten bij de Vlaamse Wielerbond. Deze wilde zich afscheiden van de LVB, wat dit geschil doet passen bij de Vlaamse Beweging van die tijd. De Belgische wielerbond en de Vlaamse Wielerbond gingen samenwerken, waardoor de afscheiding eigenlijk niets meer voorstelde. Hierdoor konden de renners met een licentie bij de Vlaamse Wielerbond hem omruilen voor een bij het nieuwe VWU (Vlaamsche Wielerunie)-Sportcomité.

### Einde carrière
Jozef stopte met wielrennen in 1943 ondanks dat hij in 1942 in topvorm verkeerde. Door zijn glansprestatie in de Omloop van Frankrijk (Circuit de France) kreeg hij een contract aangeboden van Alcyon en Genial Lucifer, maar daar ging hij niet op in. Hij hing zijn fiets in 1943 definitief aan de haak en koos voor het boerenleven samen met zijn vrouw.

### Post carrière
Na zijn carrière bleef hij actief in verschillende verenigingen. Zo zat hij in de plaatselijke Boerenbond, was hij voorzitter van het Wielercomité Centrum en ondervoorzitter van de federatie van Belgische Ponykoersen en was hij lid van Vriendenkring Oud-Renners West-Vlaanderen. Hij was al gemeenteraadslid sinds 1958 en werd in 1970 verkozen tot schepen en vervulde het mandaat Openbare Werken, ook al had hij liever Sport gehad. Later riep de gemeente Ingelmunster hem uit tot ereschepen. Zijn actieve leven kende een bruusk einde toen hij in 1985 door een zware val twee maanden in coma belandde. Hij herstelde, maar bleef nadien slechter te been.

## Tweede Wereldoorlog

### Dienstplicht
Deed dienstplicht van september 1938 tot mei 1940. Hij kazerneerde in Vilvoorde, waar hij de functie van eerste chef van de seintroepen op zich nam. Dit was een lichte taak die hij kreeg vanwege zijn achternaam: de Majoor had toevallig dezelfde achternaam. Hierdoor kon hij in tegenstelling tot veel andere wielrenners die dienstplicht vervulden wel nog koersen. De majoor stond er zelfs op dat hij goede prestaties neerzette in de juniorenwedstrijden.

### Krijgsgevangenschap
Tijdens de oorlog was Vandeweghe samen met zijn eenheid in Luik, maar moest al snel terugtrekken naar Waremme. Toen zijn luitenant hem en de rest van zijn compagnie ontsloeg wou hij terug naar huis, maar sprong in de verkeerde vrachtwagen waardoor hij nog dichter naar het front werd gebracht. Daar namen de Duitsers hem krijgsgevangen waardoor hij te voet moest wandelen van Tongeren naar Maastricht. In Maastricht moest hij helpen met het delven van graven. De volgende dag stapten ze naar Aarlen om van daar weer verder te gaan naar Aken. Van daar transporteerden de Duitsers hem naar Süst om te helpen bouwen aan een nieuwe kazerne. Toen deze klaar was, brachten ze hem over naar Fallingbostel waar hij aardappelen moest schillen voor het hele kamp. Hierdoor kwam hij echter nooit voedsel te kort. Na drie en een halve maand mochten de Vlamingen en dus ook Vandeweghe naar huis.

## Uitslagen

### Beginneling (1937- mei 1938)
1938
- Ingelmunster: 1e
- Izegem: 3de
- Ingelmunster: 2de
- Ingelmunster 2de

### Junioren (mei 1938-1941)
1938
- Izegem: 2de
- Emelgem: 3de
- Lendelede: 2de
- Havré: 3de
- Kortrijk: 1e
- St-Louis Deerlijk: 3de

### Beroepsrenner (1941-1942)
1941
- Regelmatigheidscriterium van den Vlaamschen Wielerbond: 4de
- Omloop der Vlaamsche Gewesten: 30ste[11]
- Antwerpen-Gent-Antwerpen: 6de (opgemerkt door veel kranten als revelatie, en hierdoor bij de favorieten voor de Ronde van Vlaanderen van dat jaar)[4]
- Grooten Prijs van Sint-Niklaas: 2de
- Brussel-Luik voor Beroepsrenners B: 10de
- Omloop van Antwerpen: 12de[12]
- Omloop der Vlaamsche Gouwen: 6de[13]
- Ronde van Vlaanderen: 12de[1]

1942
- Zwevegem: 1e[14]
- Grand Prix de Wallonie: 5de[1]
- Ronde van Vlaanderen: 11de[1]
- Circuit de France (Omloop van Frankrijk): winnaar ploegenklassement met ‘Genial Lucifer-Hutchinson’  + winnaar tijdrit van Saint-Étienne naar Lyon (5de etappe, eerste helft) (17de in algemeen klassement)[5]
- Grote prijs Marcel Kint (Zwevegem): 1ste[15]
- Omloop der Vlaamsche Gewesten: 8ste[16]